# Heilige Dreifaltigkeitskirche (Karakol)
Die Kathedrale der heiligen Dreifaltigkeit ist eine russisch-orthodoxe Kathedrale in Karakol, Kirgisistan. Sie ist vollständig aus Holz errichtet.

## Gebäude

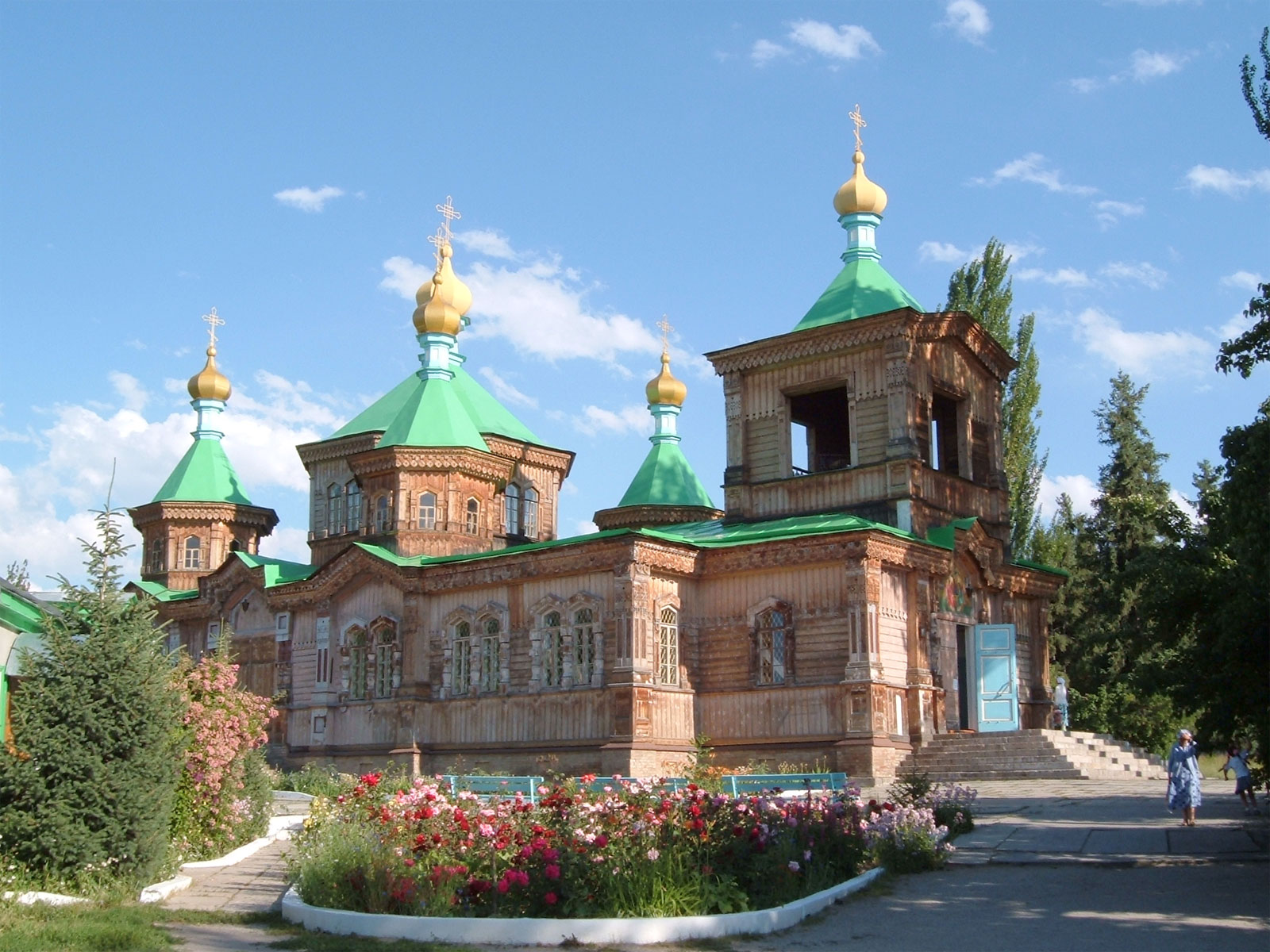
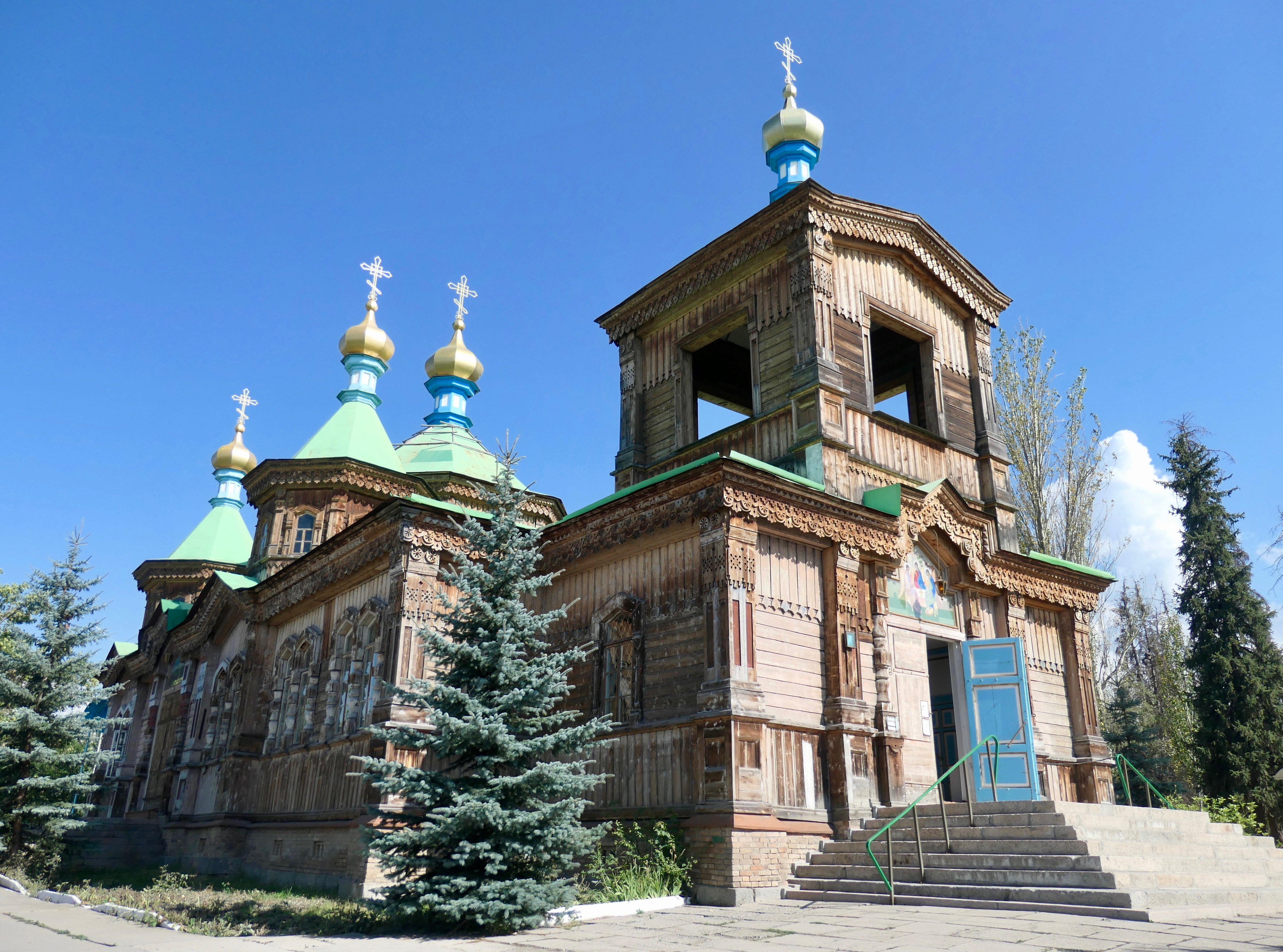
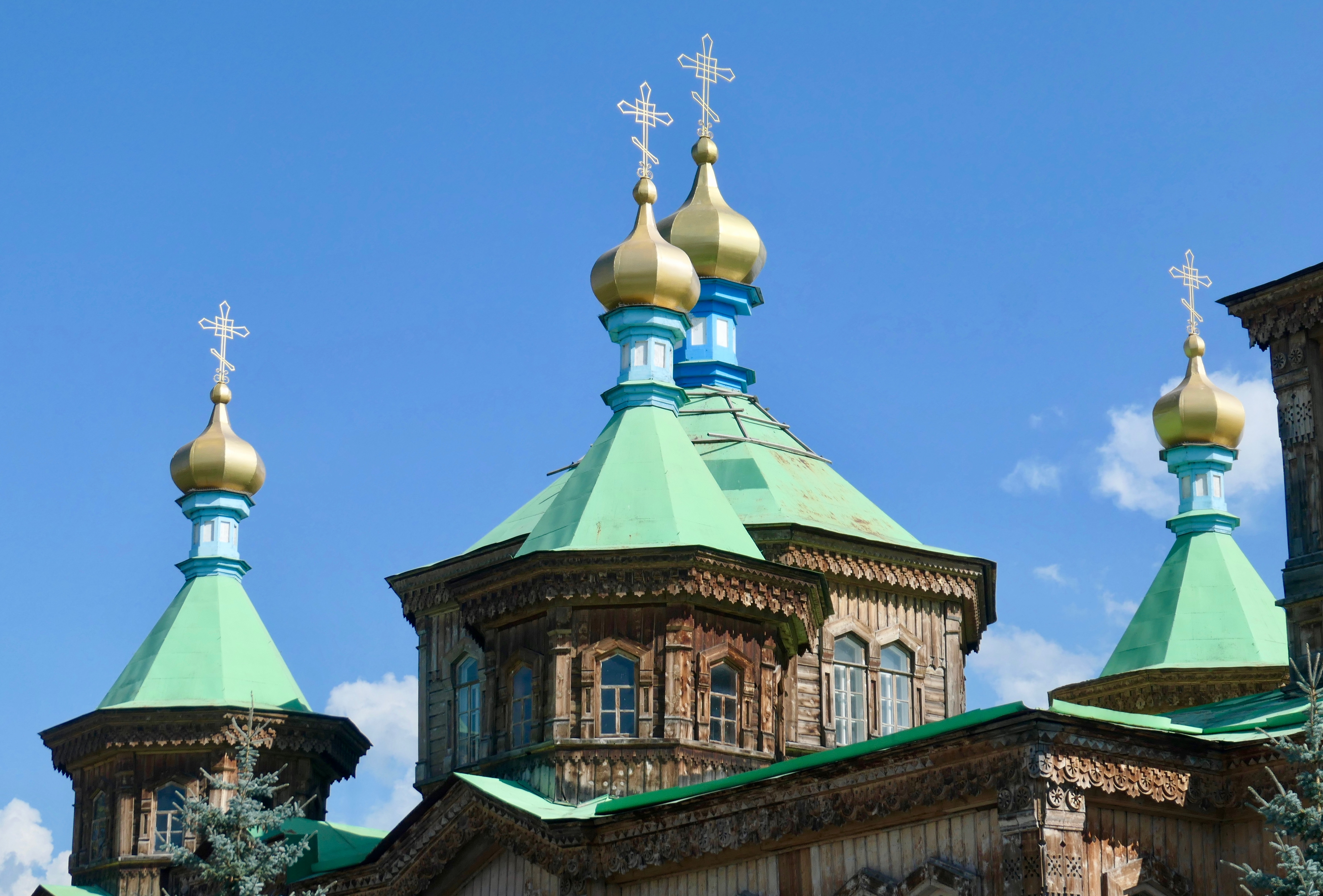

## Geschichte
Als Karakol als russische Kolonialstadt gegründet wurde, errichtete man an der Stelle des heutigen Gebäudes 1869 eine kleine Kirche aus Ziegelsteinen. Anfangs wurde sie als Gotteshaus hauptsächlich von Kosaken genutzt. Nach einem Erdbeben wurde das ziegelsteinerne Gebäude zerstört. Es wurde entschieden, eine neue Kirche aus Holz an derselben Stelle zu bauen. Der Bau begann 1889 und endete 1895. Damals war sie mit 26 m Höhe das höchste Gebäude der Stadt. Nach der Oktoberrevolution in Russland wurde das Gebäude mehrmals umfunktioniert, so war es zeitweise beispielsweise ein Theater, eine Schule oder ein Kohlelager. 1947 gab die Verwaltung das Gebäude an die Gemeinde zurück und es wurden wieder Gottesdienste abgehalten, allerdings musste die Gemeinde 1961 wieder ausziehen und durfte erst nach der Unabhängigkeit 1991 wieder zurückkehren.